# Różanka (gromada w powiecie strzyżowskim)
Różanka – dawna gromada, czyli najmniejsza jednostka podziału terytorialnego Polskiej Rzeczypospolitej Ludowej w latach 1954–1972.
Gromady, z gromadzkimi radami narodowymi (GRN) jako organami władzy najniższego stopnia na wsi, funkcjonowały od reformy reorganizującej administrację wiejską przeprowadzonej jesienią 1954 do momentu ich zniesienia z dniem 1 stycznia 1973, tym samym wypierając organizację gminną w latach 1954–1972.
Gromadę Różanka z siedzibą GRN w Różance utworzono – jako jedną z 8759 gromad na obszarze Polski – w powiecie krośnieńskim w woj. rzeszowskim na mocy uchwały nr 24/54 WRN w Rzeszowie z dnia 5 października 1954. W skład jednostki weszły obszary dotychczasowych gromad Różanka i Zawadka oraz przysiółki Grabiny, Zagóra i Dział z dotychczasowej gromady Niewodna ze zniesionej gminy Wiśniowa w powiecie krośnieńskim, ponadto przysiółek Obszary z dotychczasowej gromady Grodzisko ze zniesionej gminy Strzyżów w powiecie rzeszowskim w tymże województwie.
13 listopada 1954 gromada weszła w skład nowo utworzonego powiatu strzyżowskiego, gdzie ustalono dla niej 18 członków gromadzkiej rady narodowej.
31 grudnia 1961 z gromady Różanka wyłączono przysiółki Grabina, Zagóra i Działy, włączając je do wsi Niewodna w gromadzie Wiśniowa w tymże powiecie, po czym gromadę Różanka zniesiono, włączając jej (pozostały) obszar do nowo utworzonej gromady Grodzisko w tymże powiecie.